# Prangins baroque
Le Festival Prangins Baroque est un festival de musique classique créé en 2020, qui a lieu chaque été dans la commune suisse de Prangins.

## Histoire
La contralto Marijana Mijanović en lien avec la suggestion d'un élu, Igor Diakoff, a l’idée de créer un festival dans la commune où elle réside. Elle est rejointe par Patricia Piller, Anne-Laure Nessi et Chantal Lauper et elles créent l’Association Prangins Baroque.
L'essor du festival se poursuit en ouvrant aux plus jeunes les arts baroques et les concerts finaux ont lieu dans la Cour d'honneur du Château de Prangins ou dans la salle Les Morettes.
Le festival poursuit depuis sa création les buts d’échanges artistiques entre des mentors de renom et de jeunes talents virtuoses ainsi que de rendre les arts baroques accessibles à tous. Dès lors les entrées sont gratuites et tant les répétitions et ateliers sont ouverts au public. 
En 2024 pour ses 5 ans le Festival Prangins Baroque a sélectionné 4 jeunes ensembles qui se sont produits durant le festival accompagnés par Bojan Čičić et Steven Devine. Concerts complets, comme depuis la création du festival désormais bine établi: "Son identité est devenue indissociable de l’écrin villageois qui l’accueille". 
La sixième édition du festival est consacrée à Jean-Sébastien Bach, et aura lieu du 8 au 14 septembre 2025. 